# Taixing (häradshuvudort)
Taixing är en häradshuvudort i Kina. Den ligger i provinsen Jiangsu, i den östra delen av landet, omkring 110 kilometer öster om provinshuvudstaden Nanjing. Antalet invånare är 79 655.
Runt Taixing är det tätbefolkat, med 762 invånare per kvadratkilometer. Taixing är det största samhället i trakten. Trakten runt Taixing består till största delen av jordbruksmark.
Genomsnittlig årsnederbörd är 1 307 millimeter. Den regnigaste månaden är juli, med i genomsnitt 264 mm nederbörd, och den torraste är januari, med 34 mm nederbörd.